# Sigrid Fridman

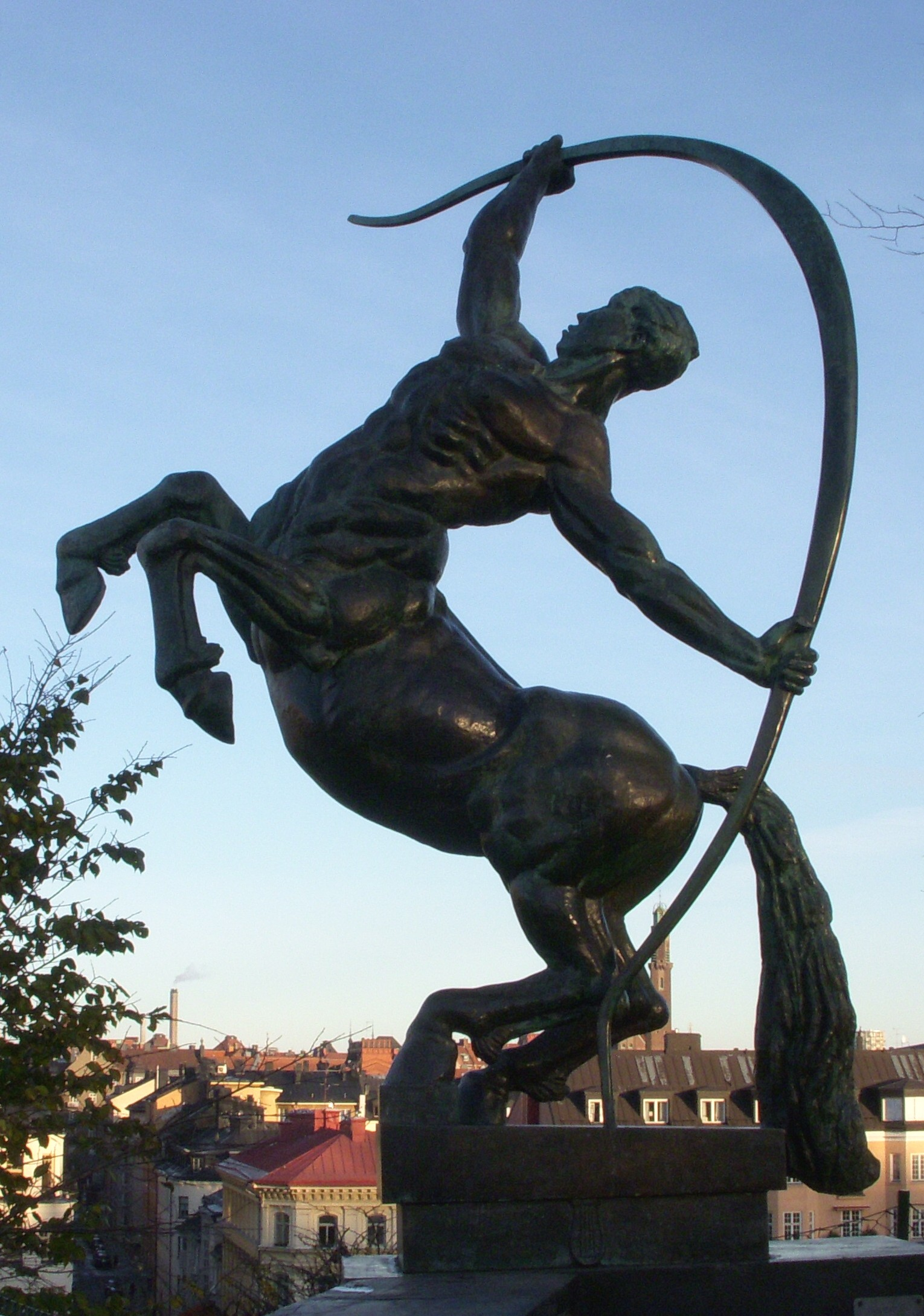
Kentauren på Observatoriekullen i Stockholm

Sigrid Karolina Sofia Fridman, född 23 november 1879 i Haparanda, död 8 januari 1963 i Kungsholms församling, Stockholm, var en svensk skulptör och poet.

## Biografi
Sigrid Fridman var dotter till jägmästaren Carl Gustaf Fridman och Mathilda Christina Bruhn. Efter avslutade studier vid J.Arvedsons gymnastiska institut flyttade Fridman till London, där hon var verksam som sjukgymnast. Hon började skulptera 1911 som ett tidsfördriv, men för att lära sig tekniken skulpterade hon i en London-ateljé. Fridman vidareutbildade sig sedan på Académie de la Grande Chaumière i Paris 1912–1914 och 1916 under ledning av Antoine Bourdelle, därefter företog hon studieresor till bland annat Italien, Tyskland, Grekland, Spanien och Portugal.
I Nationalmuseums samlingar finns en porträttbyst av litteraturkritikern Klara Johanson, som Sigrid Fridman gjorde 1924. De hade under 1920-talet en passionerad relation. Klara Johanson försvarade också Sigrid Fridman i offentliga debatter om hennes skulpturer och skrev 1948 boken Sigrid Fridman och andra konstnärer: en krigskrönika.
Till hennes mest kända verk hör bronsskulpturen Kentauren som restes 1939 på Observatoriekullen i Stockholm. Fridman är representerad vid Göteborgs konstmuseum, Moderna Museet och på Gripsholm.

## Skulpturer i urval
- Pingvinbrunnen, brons, Naturhistoriska museet, Göteborg
- Fontän, brons, Muramaris, Gotland
- K.J. (Klara Johanson), brons, 1924, Gripsholm[13]
- Fredrika Bremer, brons, rest 1927, Humlegården, Stockholm
- Kentauren, brons, rest 1939, Observatoriekullen i Stockholm, utanför Örebro läns museum i Örebro
- Ellen Key, brons, rest 1953, Ellen Keys park, Stockholm
- Spelande Pan, rest 1961, Härlanda, Göteborg
- Det droppande trädet, brons, rest 1964, Spelbomskans torg, Stockholm
- Kentaur, brons, 1963, Schönströmsparken i Bollnäs

### Galleri

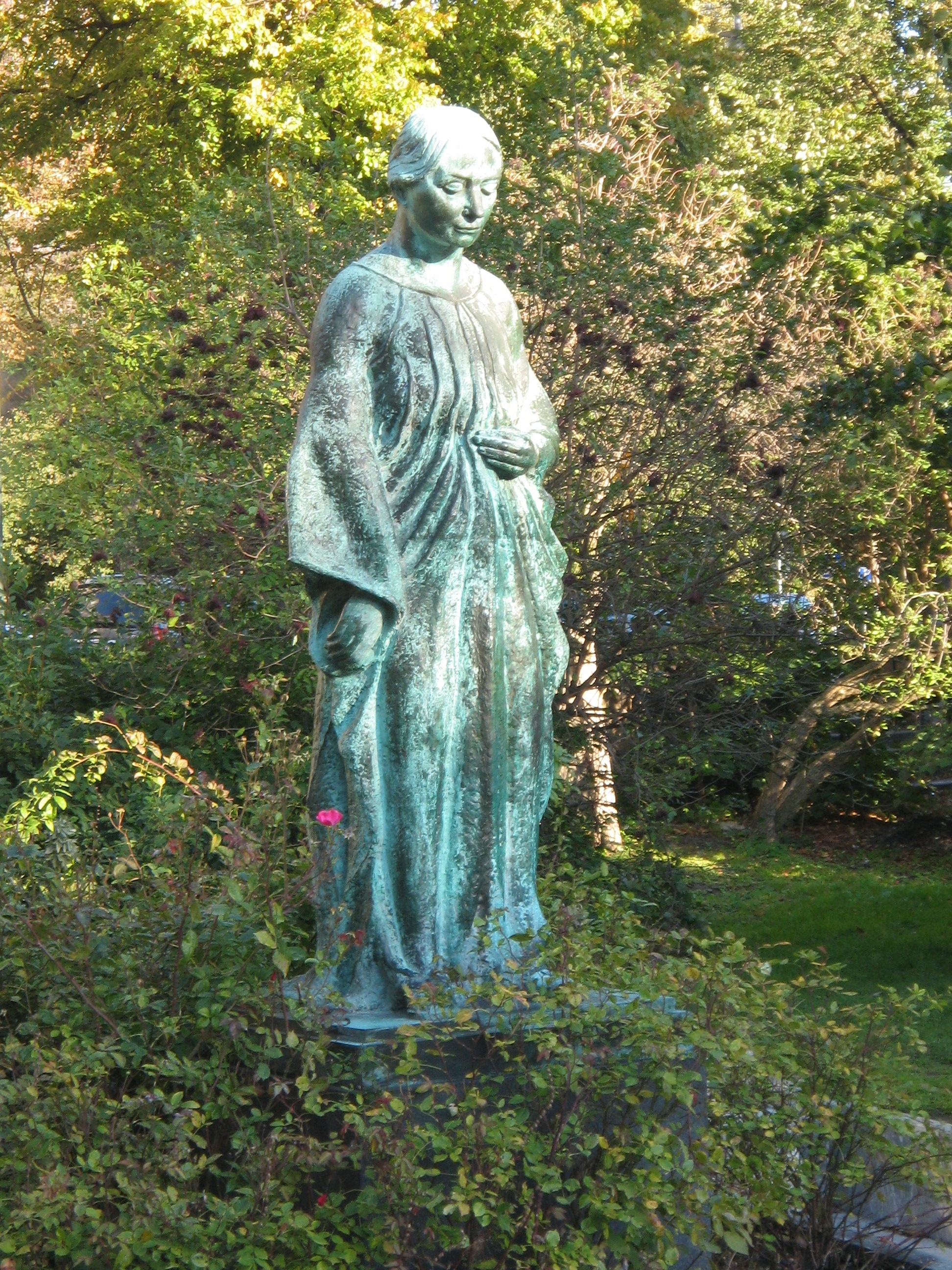
Ellen Key i Ellen Keys park i Stockholm
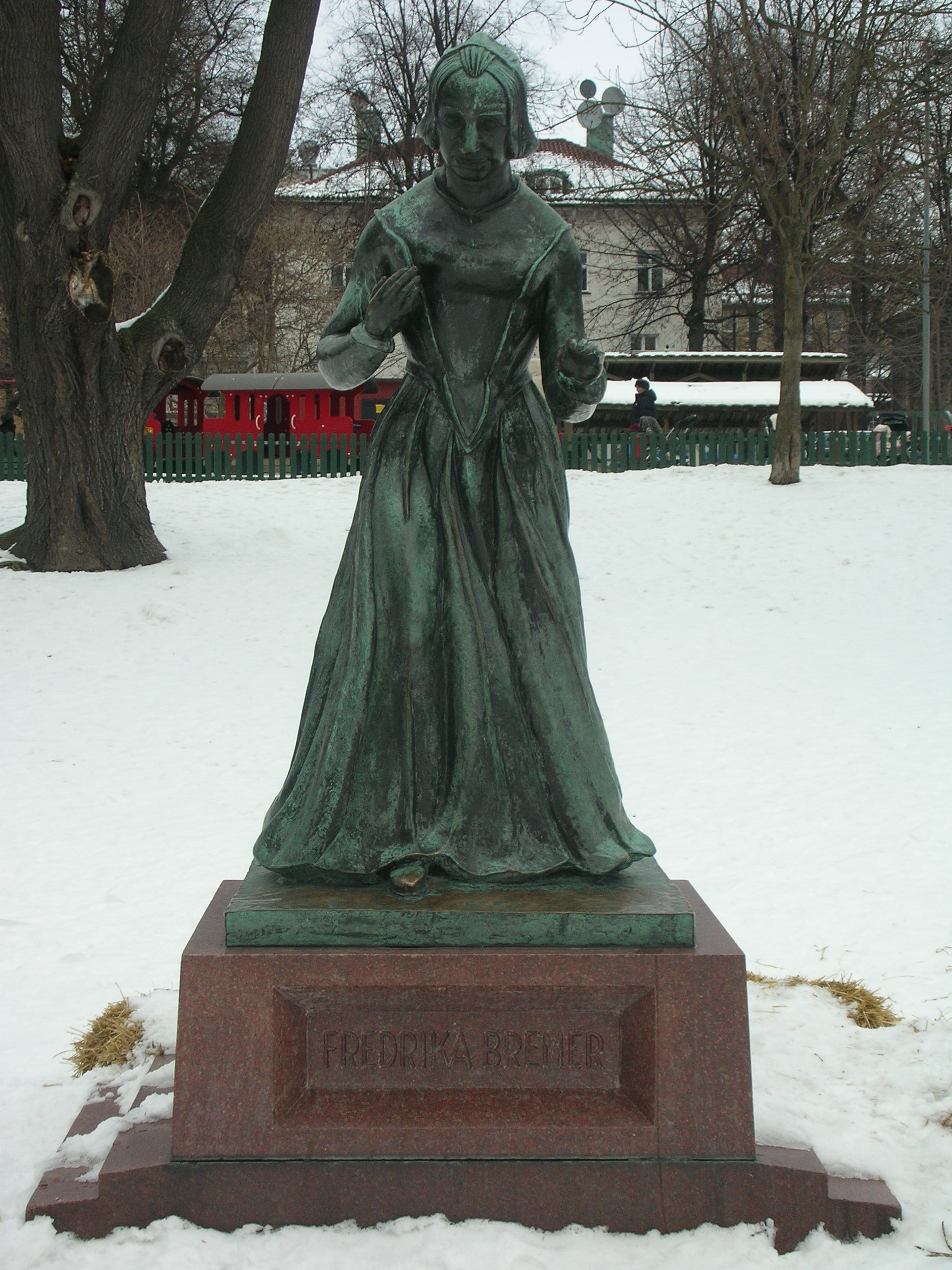
Fredrika Bremer i Humlegården i Stockholm
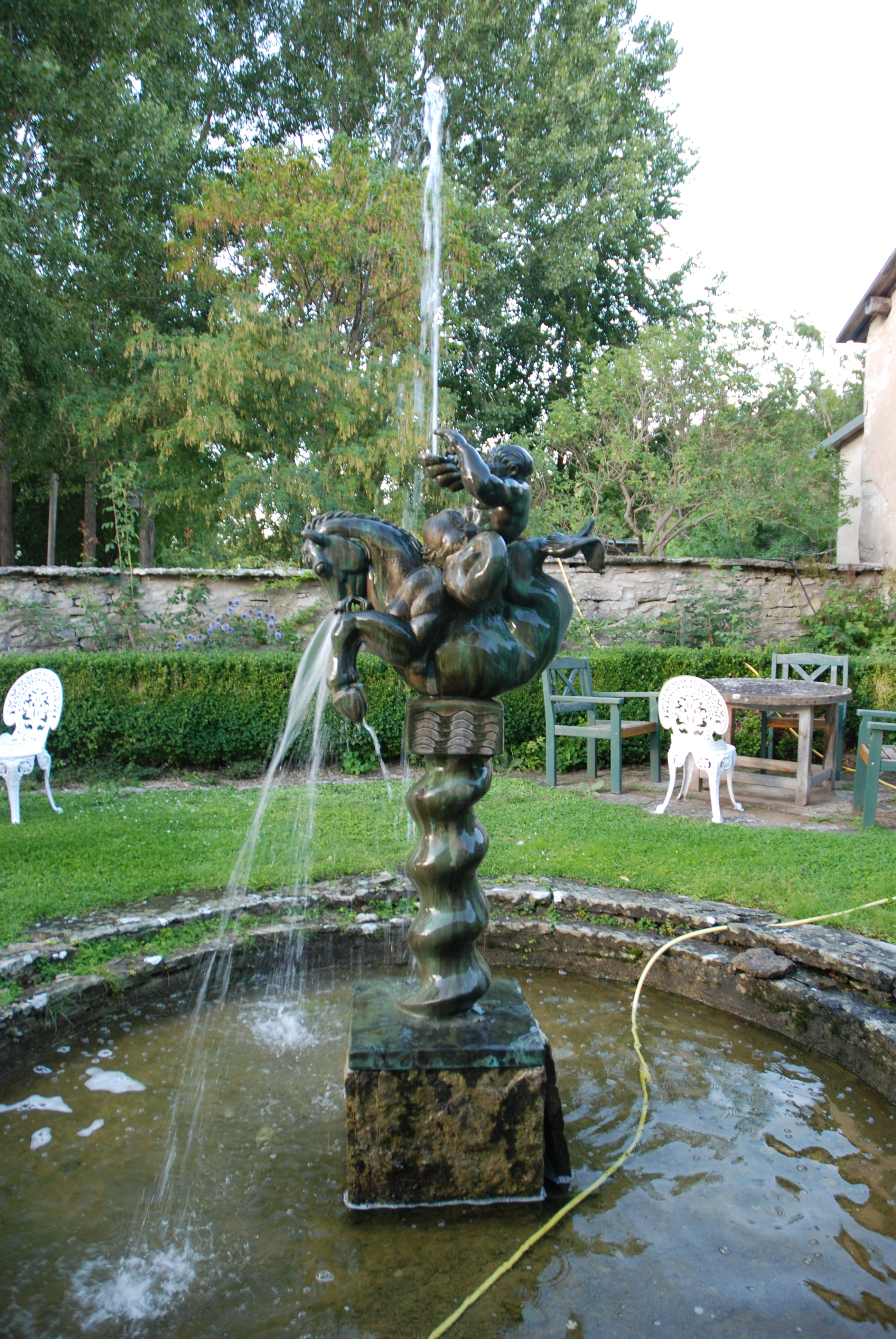
Muramaris fontän, Villa Muramaris, Gotland

### Allmänna källor
- Klara Johanson, Sigrid Fridman och andra konstnärer - En krigskrönika, Natur & Kultur, Stockholm, 1948 (pdf)
- Elle-Kari Gustafsson, Skulptören Sigrid Fridman och samtiden - porträttstatyer i Stockholms publika miljö 1900-1960, 2004
- Sveriges dödbok 1947-2006, (Cd-Rom), Sveriges Släktforskarförbund
- Svenskt konstnärslexikon del II sid 245, Allhems förlag, Malmö.
- Svenska konstnärer, Biografisk handbok, Väbo förlag, 1987, sid 158, ISBN 91-87504-00-6